# Совјетск (Калињинградска област)
Совјетск  (рус. Сове́тск) град је у Русији у Калињинградској области. Према попису становништва из 2010. у граду је живело 41.705 становника. Налази се на обали реке Њемен. Прије 1945. је службено носио име Тилзит и био је део Источне Пруске у Немачкој.
Тилсит је добио градска права 1552. Развијао се уоколо дворца тевтонских витеза, изграђеног 1288. У граду је склопљен Тилзитски мир у јулу 1807, чији елементи су били договорени од стране царева Александра и Наполеона на броду који је пловио Њеменом. Овај споразум, који је успоставио краљевство Вестфалију и Варшавско војводство, забиљежио је врхунац пруског понижења под Наполеоном.

## Становништво
Према прелиминарним подацима са пописа, у граду је 2010. живело 41.705 становника.
| 1939.  | 1946. | 1959.  | 1970.  | 1979.  | 1989.  | 2002.  | 2010.  |
| ------ | ----- | ------ | ------ | ------ | ------ | ------ | ------ |
| 56.573 | 6.500 | 31.941 | 38.456 | 40.181 | 41.881 | 43.224 | 41.705 |

## Партнерски градови
- Таураге
- Кил
- Белхатов